# ダイヤモンドシティ
株式会社ダイヤモンドシティ（DIAMOND CITY Co., Ltd.）は、かつて存在した、ショッピングセンターの開発を主な事業とするデベロッパー企業で、東京都渋谷区に本社を置いていた。2007年8月21日にイオンモール株式会社に吸収合併された。コーポレートメッセージは、「「愛するまち」を、あなたとつくる。」。
以下、合併直前までについて説明する。

## 概要
元々はイオン（旧：ジャスコ株式会社）と三菱商事の共同出資で設立された会社だったが、2006年5月2日にイオンによる株式公開買付け（TOB）（三菱商事も応募）が成立後は、イオンの連結子会社となっている。その結果、三菱商事はイオン及びイオンモールとは「提携関係」となり、さらに、持株会社のイオンへ出資し、その筆頭株主となっている。社名は「三菱」＝「スリーダイヤモンド」が由来である。

## 沿革

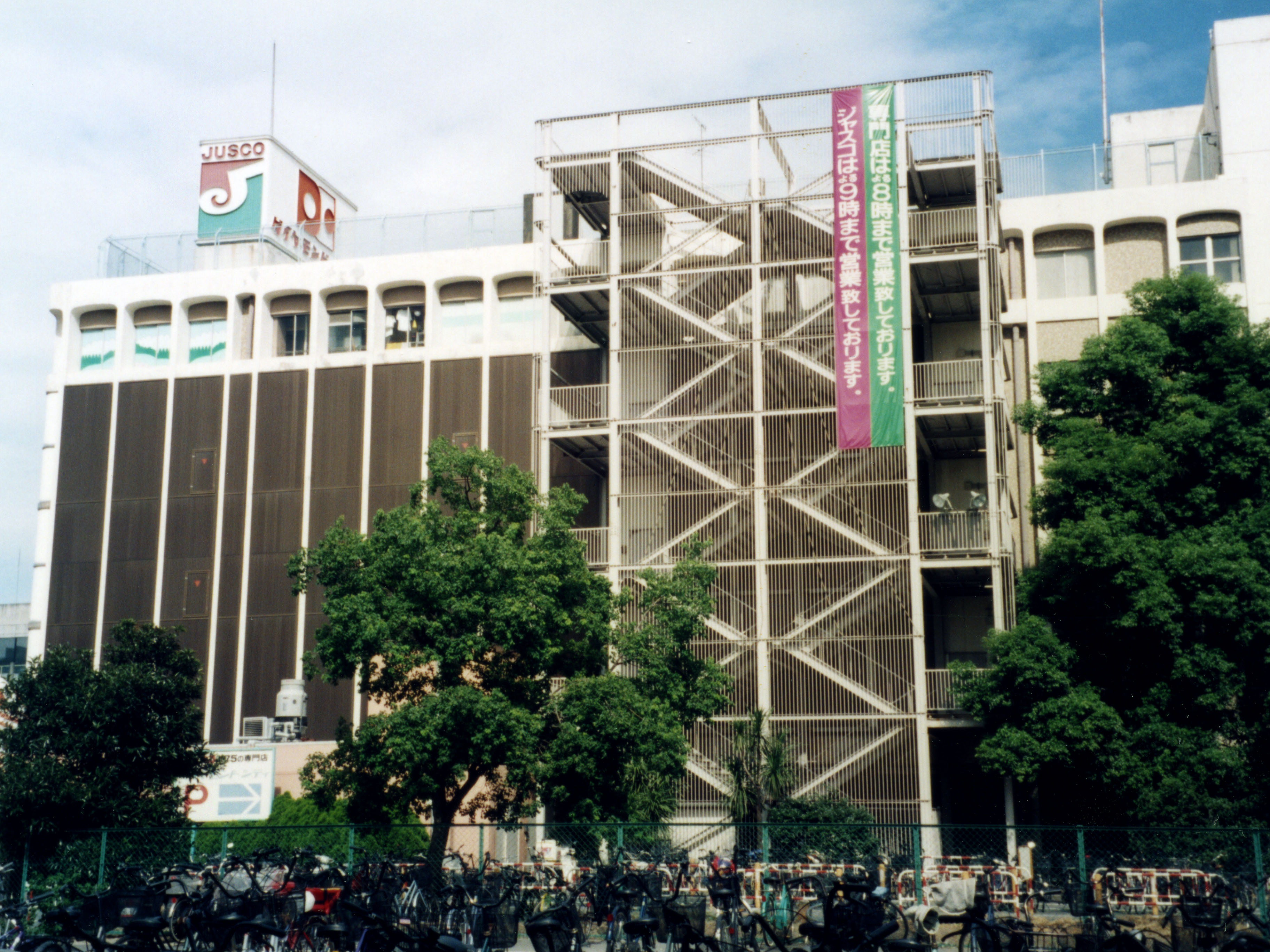
ダイヤモンドシティ・東住吉ショッピングセンター（1997年4月17日撮影）

- 1969年（昭和44年）3月20日 - 大阪府大阪市福島区大開1丁目8（当時のジャスコ株式会社の登記上本店所在地と同じ場所）を本店として設立。
- 1970年（昭和45年）
  - 6月16日 - 1号店となるダイヤモンドシティ・東住吉ショッピングセンター（大阪府大阪市東住吉区瓜破西佃町）を開店[2]（ダイヤモンドシティ・プラウのオープンに伴い2004年10月2日に閉店後、跡地はイオンが購入してイオン喜連瓜破ショッピングセンターを建設した）。
  - 11月21日 - 2号店となるダイヤモンドシティ・名西ショッピングセンター（愛知県名古屋市西区）を開店（2005年6月20日に閉店後、跡地はイオンが購入してイオンタウン名西を建設した）。
- 2002年（平成14年）11月25日 - 東京証券取引所第2部に上場[3]。
- 2005年（平成17年）4月1日 - 本社を大阪府から東京都へ移転。
- 2006年（平成18年）
  - 1月17日 - 関連会社の「ダイヤモンドファミリー」を100%子会社化。
  - 3月1日 - 「ダイヤモンドファミリー」を吸収合併。
  - 5月2日 - イオンによるTOBが成立。イオンの連結子会社に。
- 2007年（平成19年）8月21日 - イオンモール株式会社に吸収合併。
  - なお、イオンモールに合併後も営業を継続した旧ダイヤモンドシティのショッピングセンターは同年9月22日に「イオンモール」に改称された為、「ダイヤモンドシティ」を名乗るショッピングセンターは現存しない。

## ショッピングセンターの形態
ジャスコを核テナントとするショッピングセンターを軸に運営。都市近郊型ショッピングセンターに強みを持つ。
1972年に近鉄百貨店と組んで奈良ファミリーを開設するなど初期から特に大型スーパーマーケットと百貨店の2つの核テナントを持つショッピングセンターの開発に力を入れてきたが、京都ファミリーから近鉄百貨店西京都店が撤退、三越武蔵村山店・名取店は売上げ未達成、熊本の鶴屋百貨店や福岡やmozoワンダーシティでは百貨店招致そのものに失敗するなどそのタイプでの成功例は少ない。
1990年代以後に開業したショッピングセンターでは、所在地とは直接関係ない特色のある名称を付けてきた（ワンダーシティ・バリュー・キャラなど）。それらはイオンモールに改称後も引き継がれていたが、2011年にショッピングセンター名の変更に伴いダイヤモンドシティ時代から続いた名称は除外する。
因みに2000年代前半に開業したショッピングセンターでは、施設毎に独自のキャッチコピーやイメージソングなどが存在する（ダイヤモンドシティ・アルルなど）。
ショッピングセンターを建設すると人が集まる上に消費が伸び、周囲の地価も上がる為、税収増や街の活性化の為に誘致されるケースもある。他方で周辺市町村や商店街からは街の衰退が起こるとして反対されるケースが多い。例えば山梨県中巨摩郡昭和町への建設計画では昭和町が誘致し、甲府市など周辺自治体や甲府商店街連盟が反対を表明し、横内正明山梨県知事（当時）は建設計画の見直しを訴えていた。その結果、イオンモールになった後の2007年11月に規模縮小の上での着手に合意し、イオンモールへ転換後の2011年3月にイオンモール甲府昭和として開業した。

## 主なショッピングセンター
以下にあげる写真の名称は何れもダイヤモンドシティ時代のもので、現在は名称が変更（基本的に「イオンモール○○（○にはモール所在地の地域名が入る。詳細は下述）」）されている。

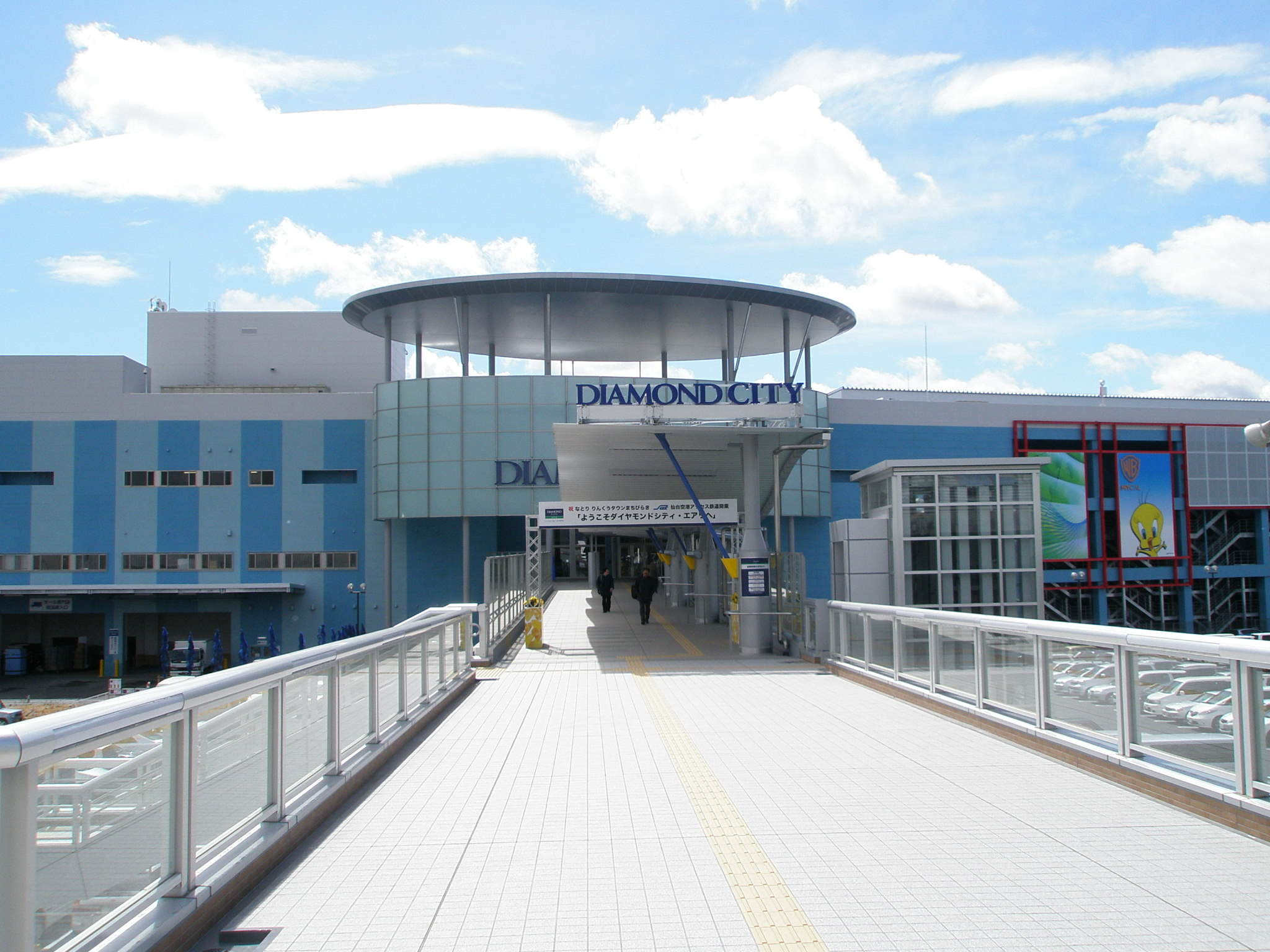
ダイヤモンドシティ・エアリ（宮城県名取市）
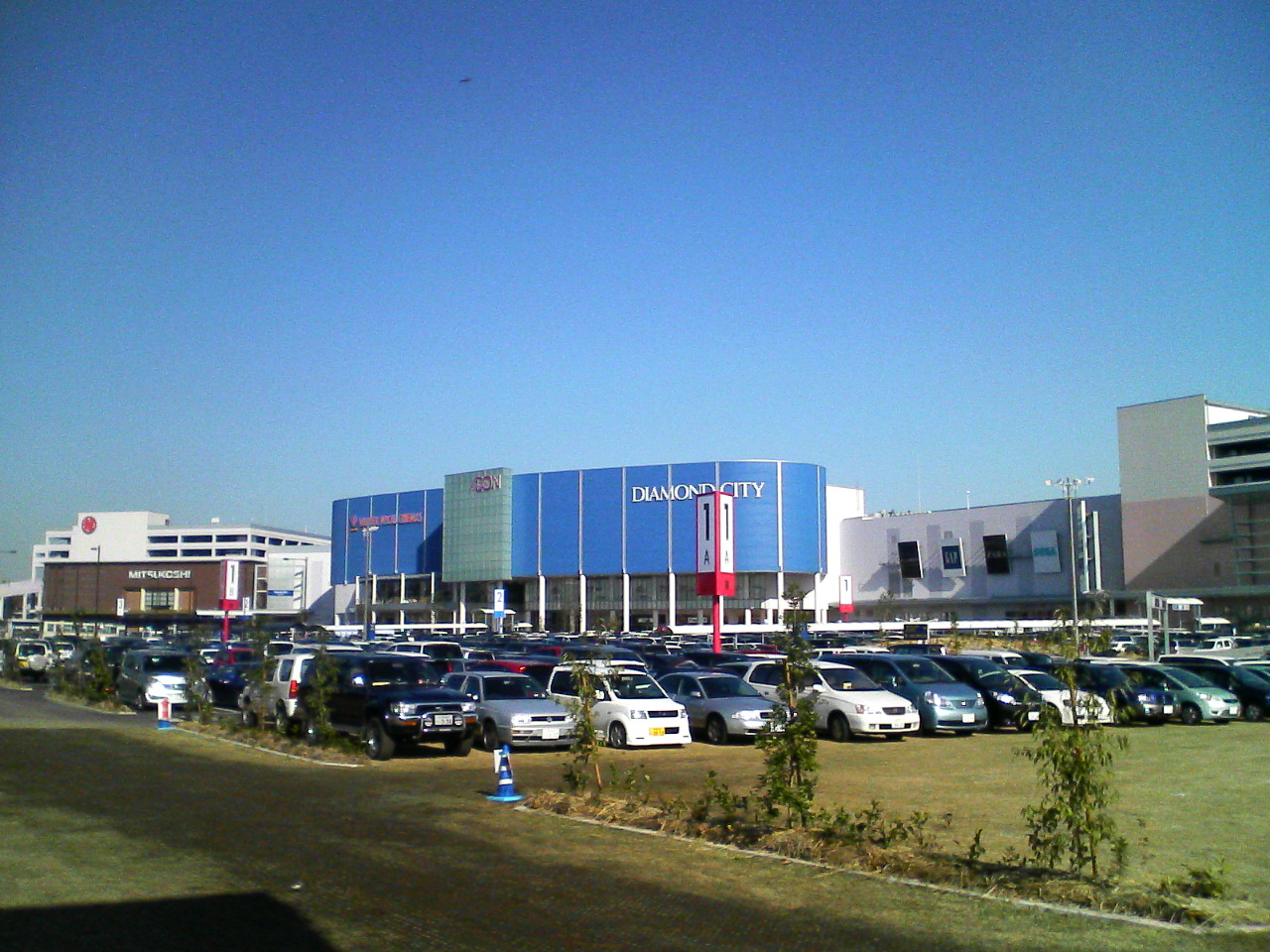
ダイヤモンドシティ・ミュー（東京都武蔵村山市）
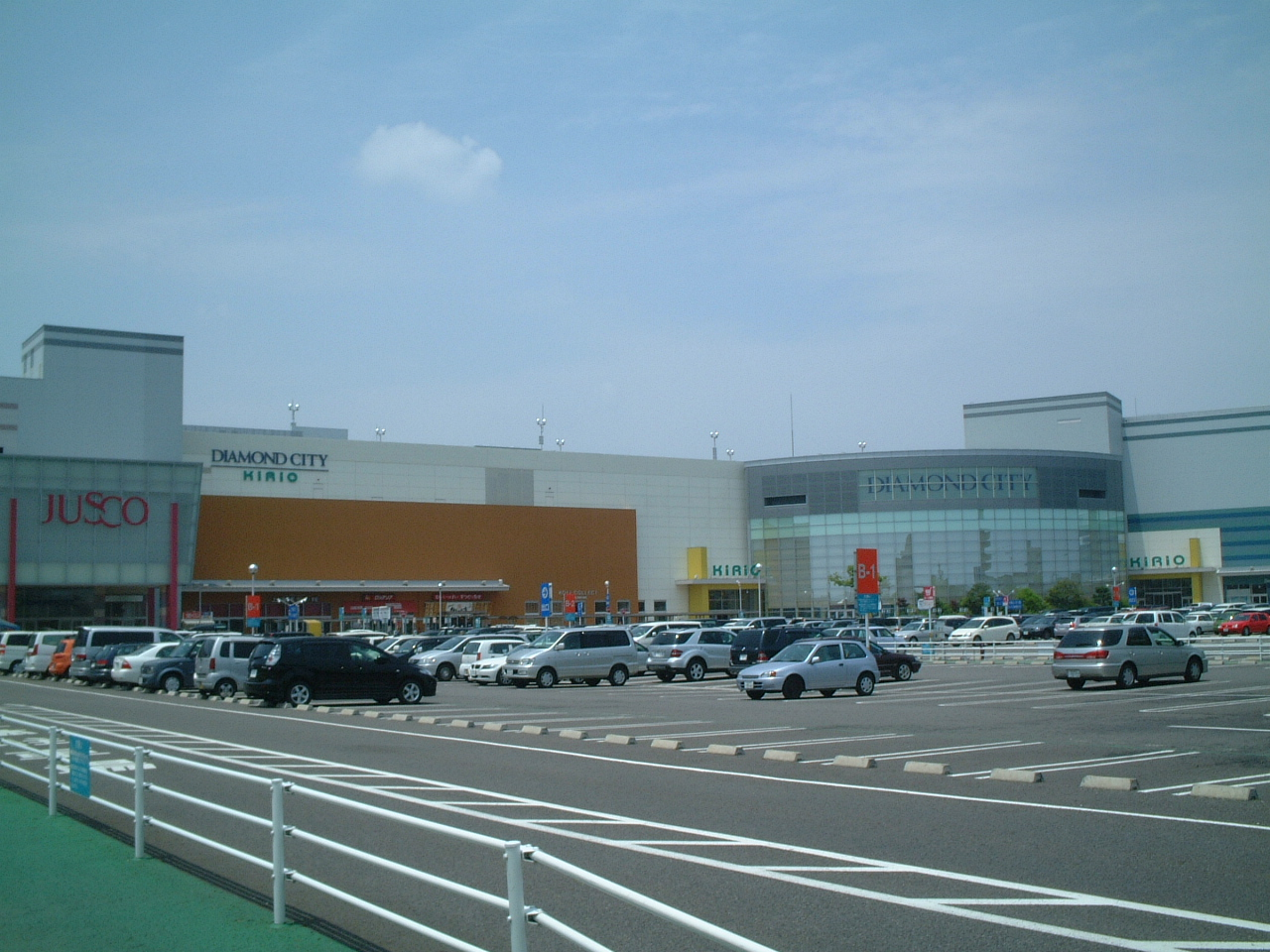
ダイヤモンドシティ・キリオ（愛知県一宮市）
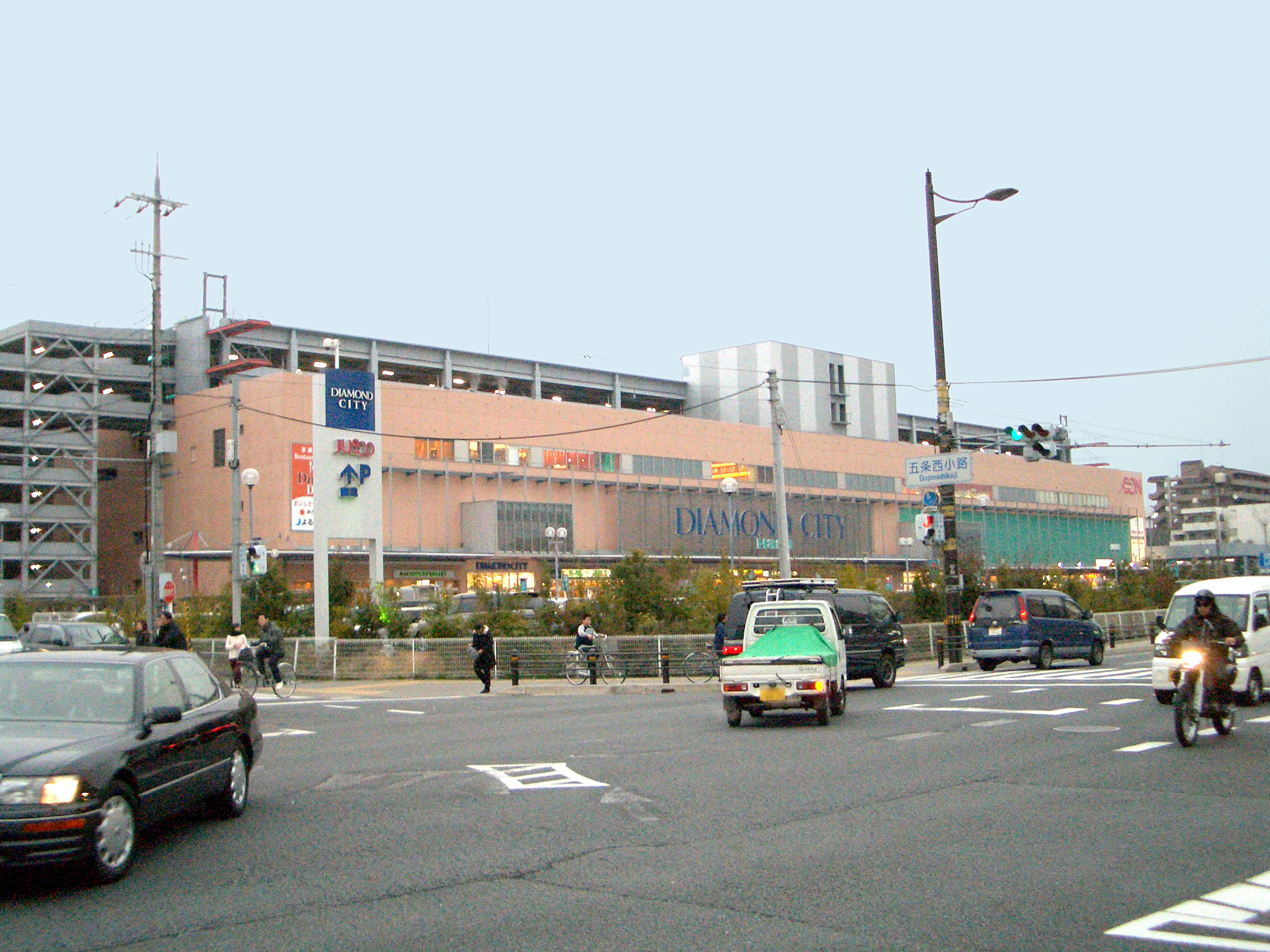
ダイヤモンドシティ・ハナ（京都府京都市右京区）
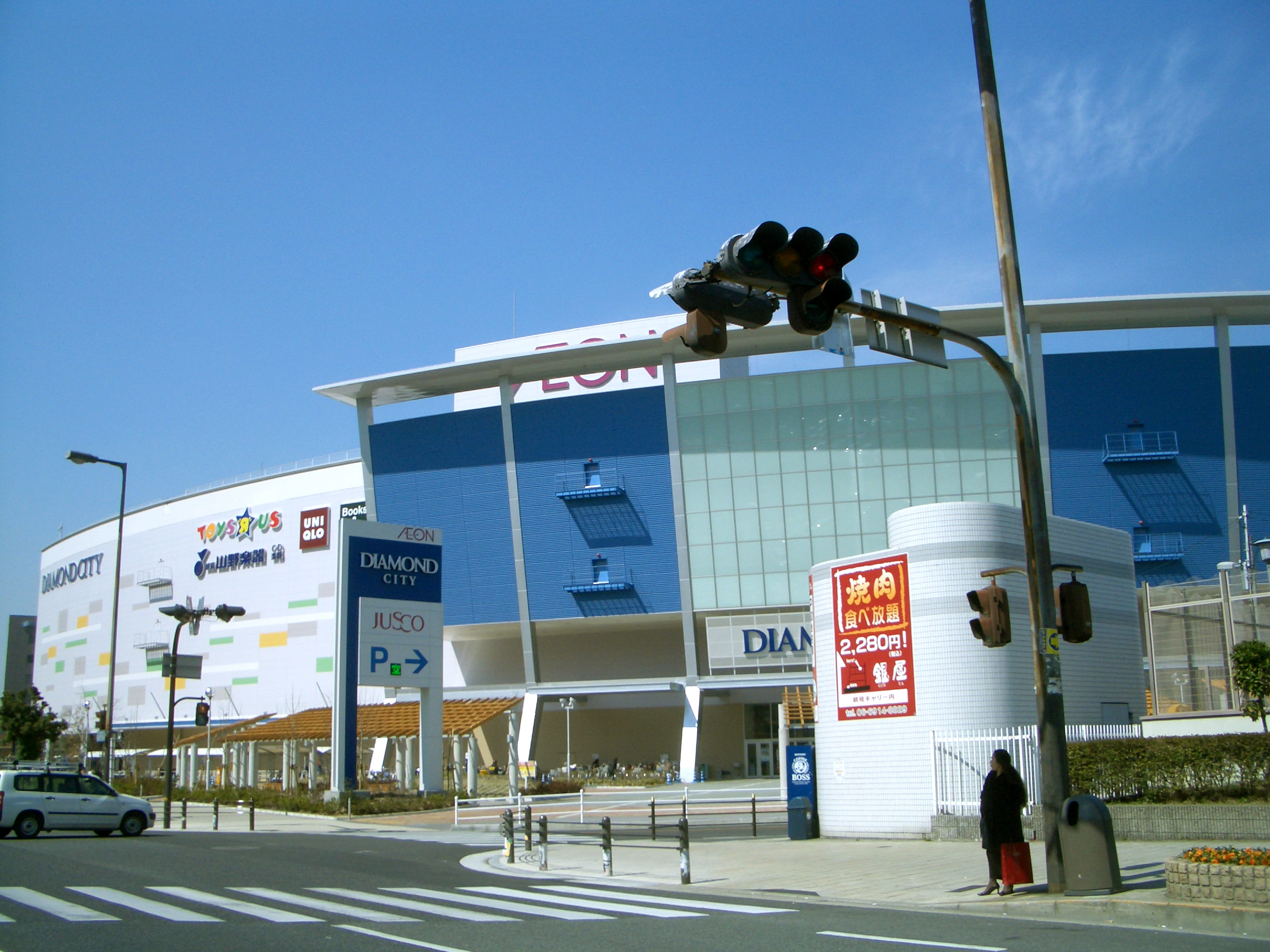
ダイヤモンドシティ・リーファ（大阪府大阪市鶴見区）
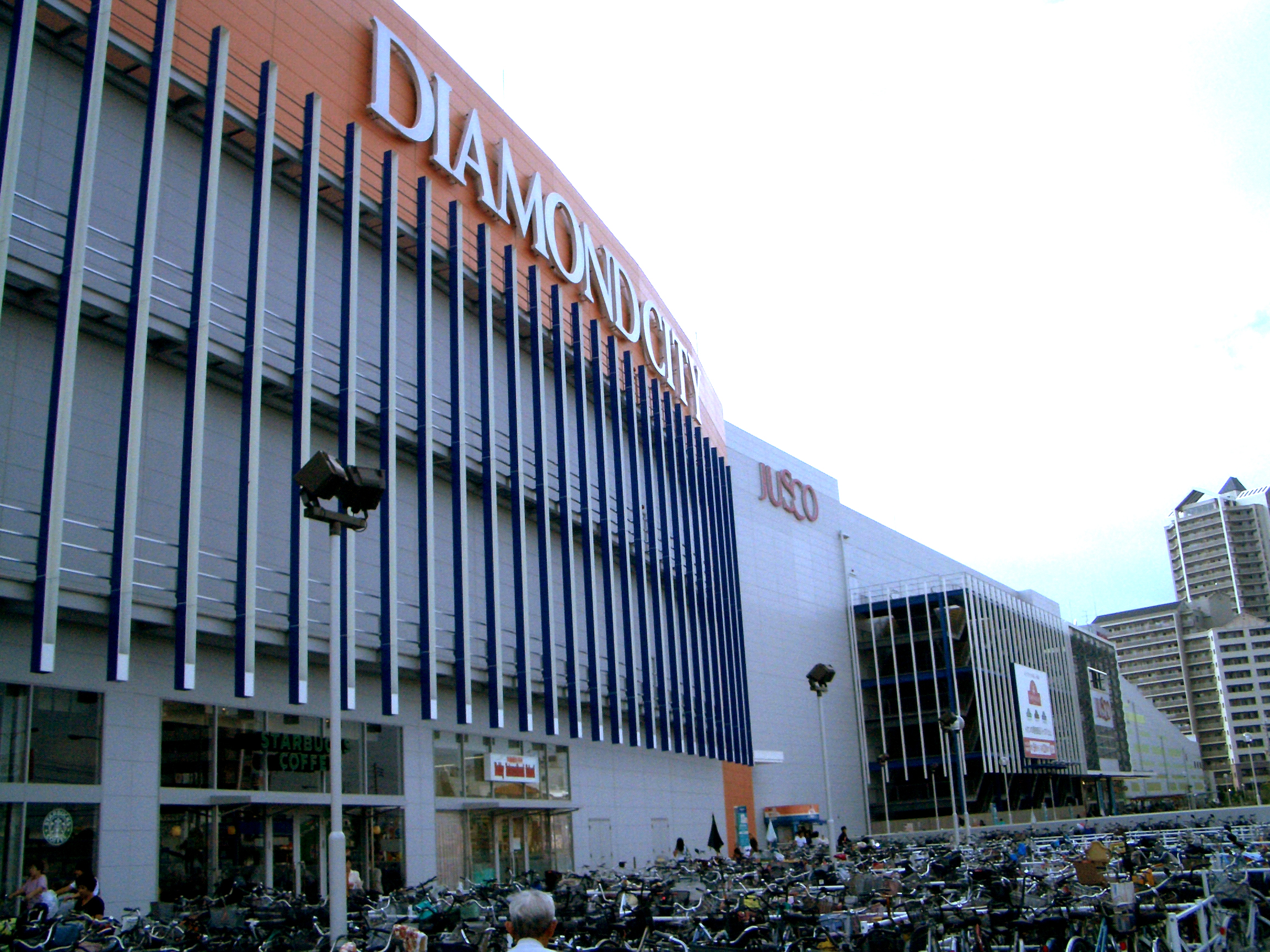
ダイヤモンドシティ・プラウ（大阪府堺市北区）
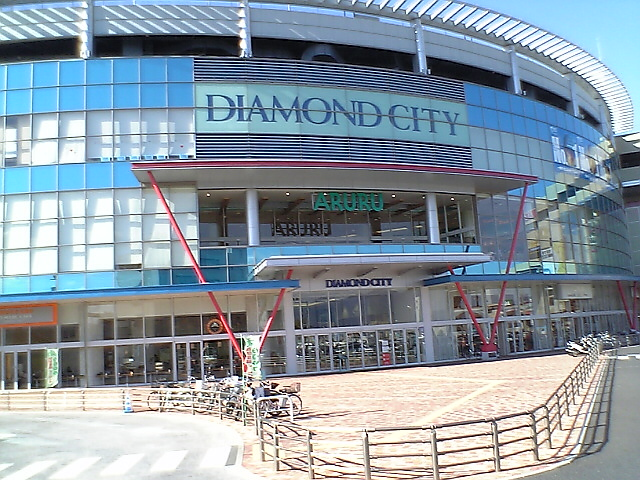
ダイヤモンドシティ・アルル（奈良県橿原市）
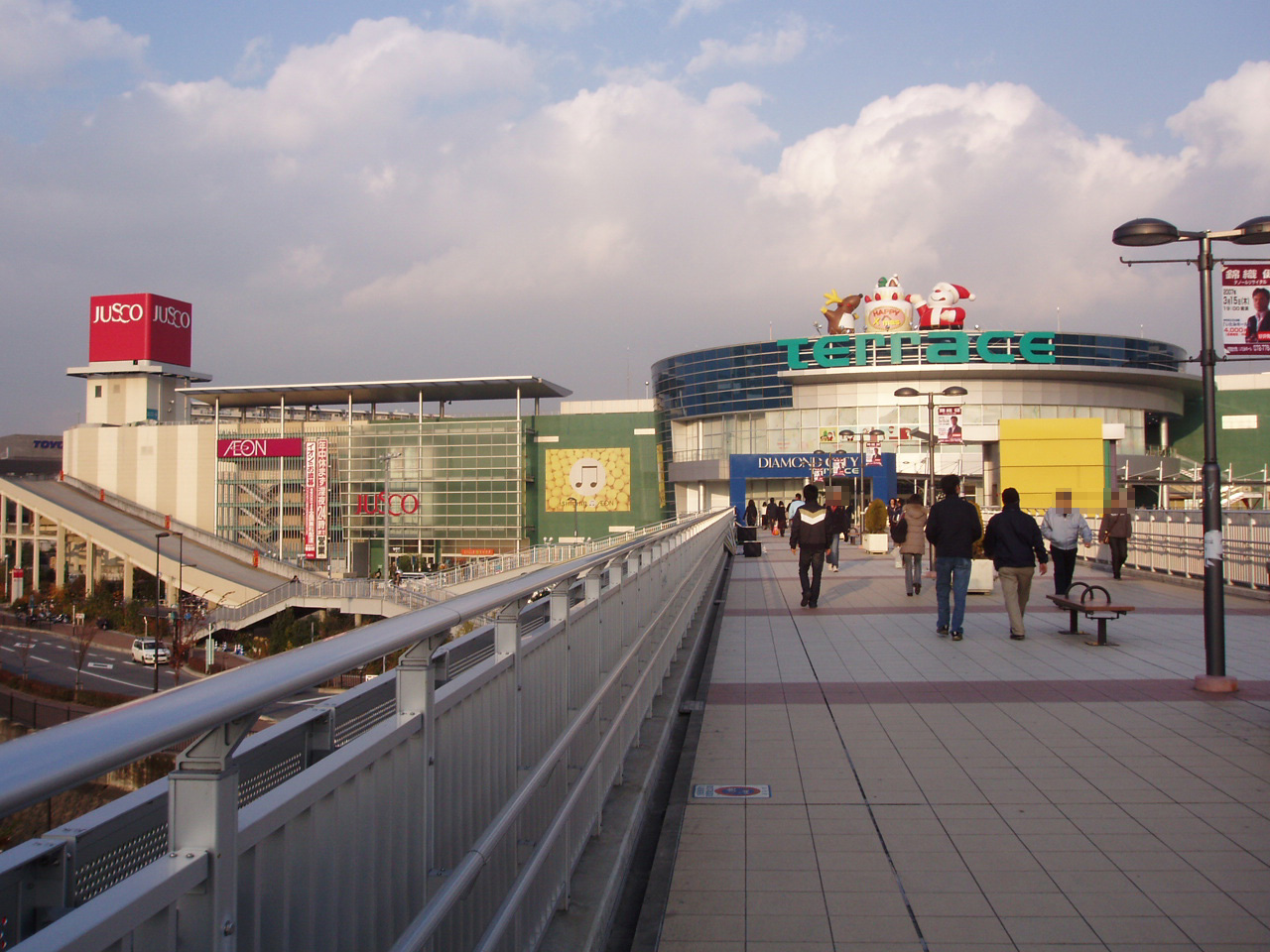
ダイヤモンドシティ・テラス（兵庫県伊丹市）
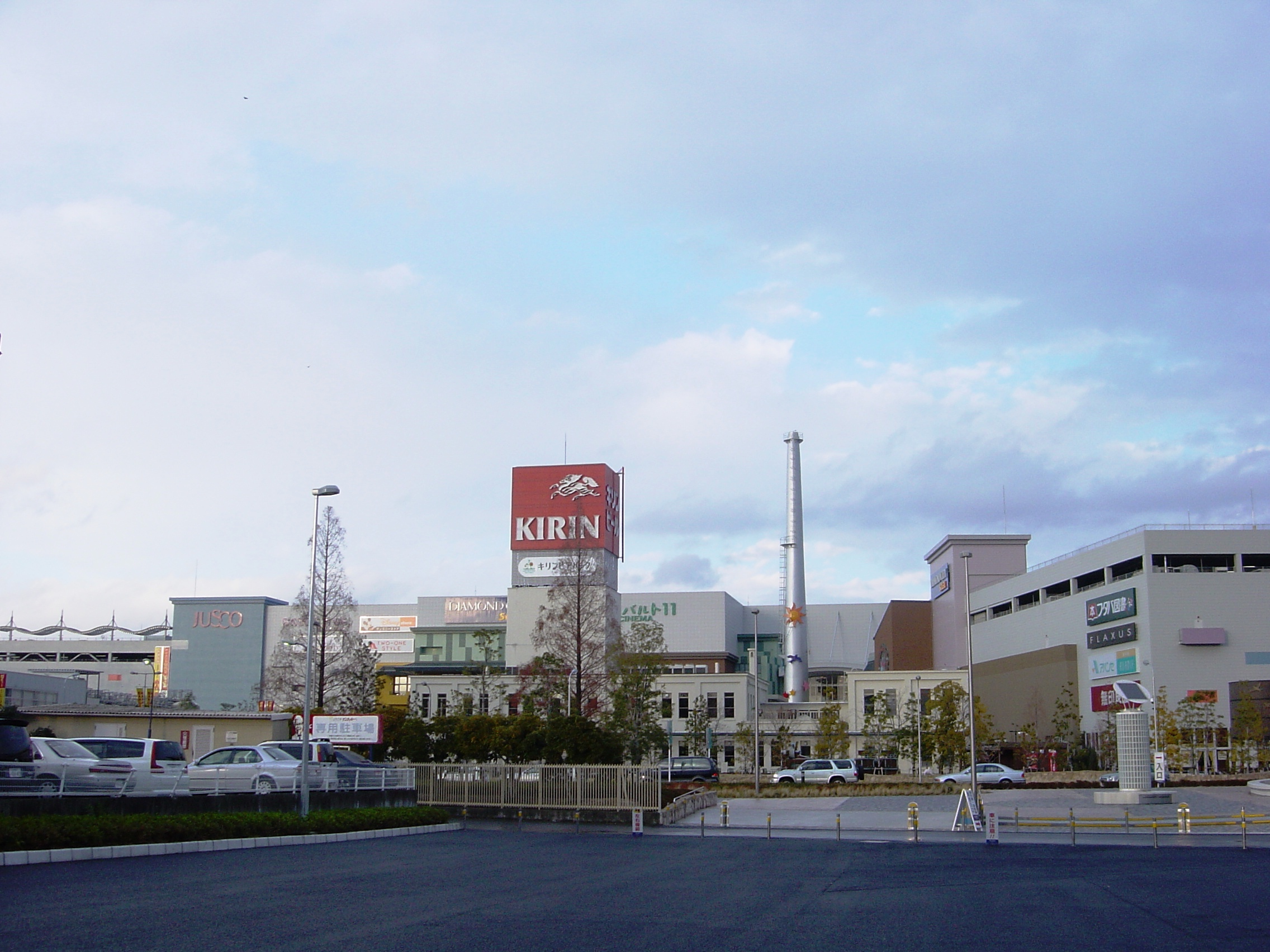
ダイヤモンドシティ・ソレイユ（広島県安芸郡府中町）

### 店舗
イオンモールに合併した後も営業を継続したショッピングセンターの多くは、2007年9月22日に名称が変更されている。

#### 現存
| 店舗名                                                                                                  | 所在地                                                  | 開店日         | 備考 |
| --- | ------------------------------------------------------- | -------------- | --- |
| ワンダーシティ（WONDER CITY）                                                                           | 愛知県名古屋市西区二方町                                | 1994年3月17日  | 愛知紡績（現：アイテックス）工場跡地（三菱商事・三菱HCキャピタル所有）。 数度の名称変更後、建て替えを経てmozoワンダーシティとして営業中。 |
| 熊本南ショッピングセンター （開業 - 2005年7月4日） ↓ バリュー（VALUE） （2005年7月5日 - 2007年9月21日） | 熊本県宇城市小川町河江                                  | 1997年11月5日  | 住友信託銀行所有。現在のイオンモール宇城。                                                                                                |
| キャラ（carat）                                                                                         | 埼玉県川口市前川                                        | 2000年11月8日  | サイボー株式会社の本社敷地で、工場跡を賃借。現在のイオンモール川口前川。                                                                  |
| テラス（TErraCE）                                                                                       | 兵庫県伊丹市藤ノ木                                      | 2002年10月10日 | 東洋ゴム工業伊丹工場跡。現在のイオンモール伊丹。                                                                                          |
| ハナ（Hana）                                                                                            | 京都府京都市右京区西院追分町                            | 2004年3月3日   | 島津製作所所有。現在のイオンモール京都五条。                                                                                              |
| ソレイユ（SOLEIL）                                                                                      | 広島県安芸郡府中町大須                                  | 2004年3月24日  | 旧キリンビール広島工場跡。現在のイオンモール広島府中。                                                                                    |
| アルル（ARURU）                                                                                         | 奈良県橿原市曲川町                                      | 2004年4月1日   | 高田木材市場跡（高田木材協同組合所有）。現在のイオンモール橿原。                                                                          |
| ルクル（LUCLE）                                                                                         | 福岡県糟屋郡粕屋町酒殿                                  | 2004年6月4日   | 住友信託銀行所有。現在のイオンモール福岡。                                                                                                |
| キリオ（KiRiO）                                                                                         | 愛知県一宮市木曽川町黒田                                | 2004年6月24日  | 倉敷紡績旧木曽川工場跡。現在のイオンモール木曽川。                                                                                        |
| プラウ（prou）                                                                                          | 大阪府堺市北区東浅香山町                                | 2004年10月28日 | 新日本製鐵（現：日本製鉄）社宅跡。現在のイオンモール堺北花田。                                                                            |
| クレア（CLAIR）                                                                                         | 熊本県上益城郡嘉島町大字上島                            | 2005年10月10日 | 現在のイオンモール熊本。 |
| ミュー（mu:）                                                                                           | 東京都武蔵村山市榎 立川市上砂町                         | 2006年11月18日 | 日産自動車村山工場跡（武蔵村山プロパティーSPC所有）。現在のイオンモールむさし村山。                                                       |
| リーファ（Leafa）                                                                                       | 大阪府大阪市鶴見区鶴見                                  | 2006年11月25日 | 椿本チエイン本社工場跡（日本都市ファンド投資法人所有）。現在のイオンモール鶴見緑地。                                                      |
| エアリ（airy）                                                                                          | 宮城県名取市増田字関下 （現：宮城県名取市杜せきのした） | 2007年2月28日  | 現在のイオンモール名取。 |

#### 吸収合併後に開業
| 店舗名             | 所在地                 | 開店日       | 備考 |
| ------------------ | ---------------------- | ------------ | --- |
| イオンモール新瑞橋 | 愛知県名古屋市南区菊住 | 2010年3月9日 | 2005年に開発計画が発表されたが、開発地の土壌汚染が発覚し工事が遅れた為に延期。 イオンモール吸収合併後の開業となった。 |

#### かつて存在・運営受託
“※”は運営受託の店舗。
| 店舗名                                        | 所在地                          | 開店日         | 閉店日        | 備考 |
| --------------------------------------------- | ------------------------------- | -------------- | ------------- | --- |
| ダイヤモンドシティ 東住吉ショッピングセンター | 大阪府大阪市平野区瓜破          | 1970年6月16日  | 2004年10月2日 | ダイヤモンドシティ運営のSC1号店。 2005年12月12日に跡地にイオン喜連瓜破ショッピングセンターが開業した。                                  |
| ダイヤモンドシティ 名西ショッピングセンター   | 愛知県名古屋市西区香呑町        | 1970年11月21日 | 2005年6月20日 | 2013年9月6日に跡地へイオンタウン名西が開業した。                                                                                        |
| ならファミリー                                | 奈良県奈良市西大寺東町          | 1972年3月14日  | -             | 日本リテールファンド投資法人所有。 イオンモールとの統合後はイオンモールが受託を行っていたが、2018年2月28日に契約終了。                  |
| ダイヤモンドシティ 藤井寺ショッピングセンター | 大阪府藤井寺市岡                | 1973年12月1日  | 2014年2月28日 | イオンモール藤井寺に名称変更後、2014年2月28日に閉店。 2019年9月14日に跡地へイオン藤井寺ショッピングセンターが開業した。                 |
| 寝屋川グリーンシティ                          | 大阪府寝屋川市緑町              | 1978年3月24日  | 2016年8月31日 | イオンモール寝屋川に名称変更後、2016年8月31日に閉店。                                                                                   |
| 京都ファミリー                                | 京都府京都市右京区山ノ内池尻町※ | 1982年11月15日 | -             | 住商アーバン開発株式会社運営、日本リテールファンド投資法人所有。 統合後はイオンモールが受託を行っていたが、2013年2月28日に契約終了。    |
| 川口グリーンシティ                            | 埼玉県川口市安行領根岸          | 1984年4月15日  | -             | サイボー株式会社の貸借（運営受託）物件。 イオンモール川口へ名称変更後の2018年8月31日に一時閉店し、建て替えを経て現在は2代目店舗で営業。 |
| 鳥取グリーンシティ                            | 鳥取県鳥取市若葉台北            | 1997年3月      | -             | 地元調整が難航した為、イオン津ノ井店（旧ジャスコ津ノ井店）のみ営業。 未利用の遊休地は売却手続きを行った。                               |
| あびこショッピングプラザ                      | 千葉県我孫子市我孫子※           | -              | -             | 日本リテールファンド投資法人所有（プロパティマネジメント受託物件）。2007年3月末に契約終了。                                             |
| エスパ川崎                                    | 神奈川県川崎市川崎区小田栄※     | -              | -             | 日本リテールファンド投資法人所有（プロパティマネジメント受託物件）。2007年3月末に契約終了。                                             |

## 関連会社
- ダイヤモンドファミリー（2006年に株式会社ダイヤモンドシティに合併）
  - 近鉄百貨店との出資でならファミリーと京都ファミリーを運営していた。
- 日本都市ファンド投資法人（旧：日本リテールファンド投資法人） 
  - 三菱商事とUBSグループがイオングループの商業施設のREIT化を進めるために設立した不動産投資ファンド。ダイヤモンドシティのショッピングセンターに加えて、イオン傘下に入ったマイカル（現：イオンリテール）の旧原宿表参道ビブレ跡地なども保有。東急ハンズ心斎橋店やセブン&アイ系の店舗もあり必ずしも“イオン+三菱”とは限らないが、これはリスク分散の為に保有しているに過ぎずに投資物件はイオン関連のものが大多数を占める。
- イオンリテール
  - 本州・四国におけるジャスコ（現：イオン）の運営会社。2000年頃を前後して、郊外型ショッピングセンターに力を入れて急激に拡大しているが、直営売場に地元の専門店を加えていたジャスコ店舗の規模が年々拡大する中でショッピングセンターに発展したという歴史的経緯の点で、ダイヤモンドシティやイオンモールとは異なる。

## テレビ番組
- 日経スペシャル ガイアの夜明け 巨大ショッピングモール新時代（2006年12月19日、テレビ東京）[6] - 東京近郊に開業した巨大SCを取材。